# Benedikt Duda
Benedikt Duda (Gummersbach, 4 de abril de 1994) es un deportista alemán que compite en tenis de mesa.
Ganó una medalla de plata en el Campeonato Mundial de Tenis de Mesa por Equipos de 2022 y cuatro medallas en el Campeonato Europeo de Tenis de Mesa entre los años 2019 y 2024.

## Palmarés internacional
| Campeonato Mundial | Campeonato Mundial    | Campeonato Mundial | Campeonato Mundial |
| Año                | Lugar                 | Medalla            | Prueba             |
| ------------------ | --------------------- | ------------------ | ------------------ |
| 2022               | Chengdu (China)       | Medalla de plata   | Equipo             |
| Campeonato Europeo |                       |                    |                    |
| Año                | Lugar                 | Medalla            | Prueba             |
| 2019               | Nantes (Francia)      | Medalla de oro     | Equipo             |
| 2021               | Cluj-Napoca (Rumania) | Medalla de oro     | Equipo             |
| 2023               | Malmö (Suecia)        | Medalla de plata   | Equipo             |
| 2024               | Linz (Austria)        | Medalla de plata   | Individual         |